# Wimbledon (Londres)
Pour les articles homonymes, voir Wimbledon.

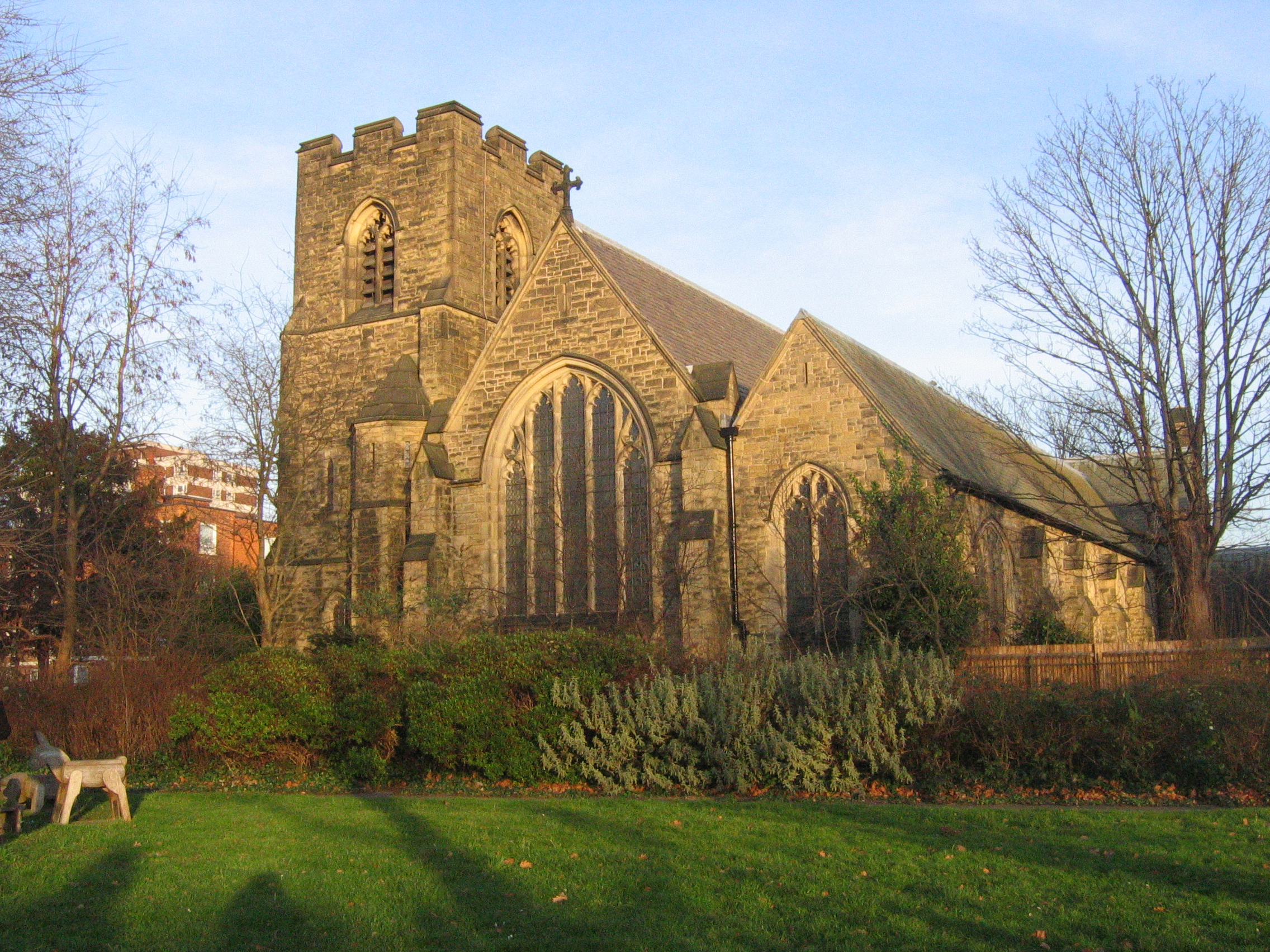
Église de Wimbledon

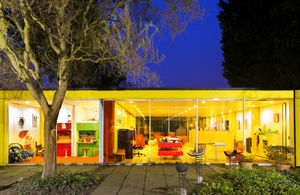
22 Parkside, résidence conçue par l'architecte Richard Rogers et sa femme Su Rogers, et construite entre 1968 et 1970.

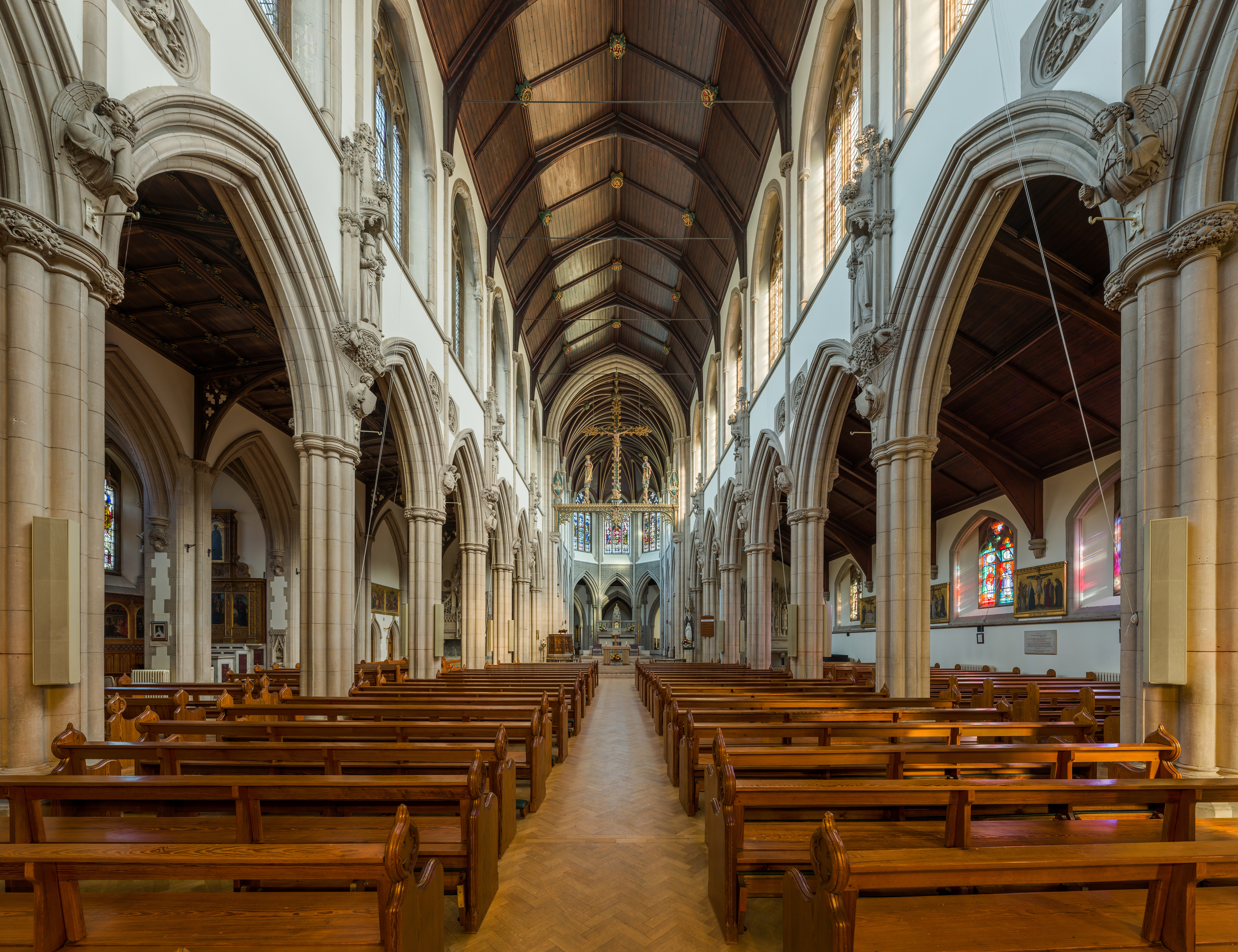
L'intérieur de Sacred Heart Church, Wimbledon. Février 2015.

Wimbledon est un quartier britannique, faisant partie du borough londonien de Merton et situé à 11,3 km (7 miles) au sud-ouest de Charing Cross. Elle est desservie par deux stations de métro de Londres : Wimbledon et Wimbledon Park.

## Histoire

### Antiquité
Le secteur de Wimbledon est habité depuis l'âge du fer : il existe en effet un castro de cette période sur Wimbledon Common. Il s'appelait Caesar's Camp (anglais : Camp de César).

### Étymologie
Le nom Wimbledon signifie « colline de Wynnman », l'élément final du nom provenant de l'anglo-saxon dun « colline ». L'orthographe actuelle semble avoir été adoptée au début du XIXe siècle, après une longue série de variations.
Le village est mentionné comme Wimbedounyng dans une charte signée par le roi Edgar en 967 et est indiqué sur la carte du secteur de Londres de 1786 de J. Cary comme Wimbleton.

### XIXesiècle
Le peintre Gilbert Stuart Newton mort de tuberculose le 5 août 1835 est enterré dans l'église St Mary de Wimbledon, sa tombe est visible à l'extrémité nord du cimetière.

### Histoire sportive
Dans les années 1870, le sport de croquet était joué au nord de Wimbledon, au pied de la colline, par l'All England Croquet Club. Vers 1877, le croquet se démoda et le premier match du championnat de tennis fut disputé. Le club changea son nom en All England Lawn Tennis and Croquet Club. Depuis, le tennis a été associé à la ville de Wimbledon.
Le croquet et le tennis ne sont pas les seuls sports associés à Wimbledon. En 1884, on y recense un match en public de football féminin, et en 1889, le club de football de Wimbledon était fondé dans la ville. En 2004, encore, ce club émigra à Milton Keynes dans le Buckinghamshire, où il est connu comme le Milton Keynes Dons FC, mais il retient le suffixe « don » pour référer à ses origines.

## Temple bouddhiste
Au nord de Wimbledon, se trouve un temple bouddhiste thaïlandais édifié en 1979, le temple Wat Buddhapadipa. C'est le premier temple bouddhiste thaï établi à Londres. À l'intérieur, sont conservés des portraits de la vie du Bouddha, et trois statues de lui, noire, dorée et verte.

## Personnalités liées à Wimbledon
- Shas Sheehan, nommée baronne de la ville en 2015

### Personnalités nées à Wimbledon
- Allan Cunningham (1791-1839), botaniste.
- Sibyl Colefax (1874-1950), décoratrice.
- Walter S. Masterman (1876-1946), auteur.
- Robert Graves (1895-1985), auteur et poète.
- André Waterkeyn (1917-2005), architecte de l'Atomium.
- Raymond Briggs (1934-), auteur.
- Oliver Reed (1938-1999), acteur.
- John Gordon MacWilliam (1948-), évêque de Laghouat en Algérie.
- Simon Sinek (1973-), conférencier.
- Jack Davenport (1973-), acteur.
- Kemi Badenoch (1980-), femme politique.